# Logikai kapu
A logikai kapuk valamely logikai alapműveletet (és; vagy; nem), vagy ezek kombinációját megvalósító áramkörök. A bemeneti és kimeneti értékek logikai értékek (1 vagy 0, igaz vagy hamis), amelyeket feszültségszintek képviselnek. Pl. pozitív egyenes logika esetén a „0” értéke közel 0V, az „1” értéke 5, vagy 12 V, illetve újabb rendszerekben 3,3V. A logikai kapuk lényeges mérőszáma a fan-out, amely kimeneti terhelhetőséget jelent. Ha például ez az érték 10, akkor az adott kapu 10 ugyanolyan rendszerű további kaput tud meghajtani (azok számára stabil értékelhető bemenőjelet adni), ha logikai hálózatban használjuk.
Logikai kapukkal végzett műveletekkel, a Boole-algebra alkalmazásával minden matematikai feladat megoldható.
Egy logikai kapu egy, vagy több logikai értéket kap bemenetként, melyeken elvégezve az adott műveletet egy kimeneti értékkel tér vissza. Mivel a kimeneti érték is logikai, így az közvetlenül továbbítható egy másik kapu bemenetére, így egyszerű logikai kapukból is igen bonyolult rendszerek építhetőek. Összesen hétféle logikai kapu létezik, melyek igazságtáblája különböző. Ezek az AND, OR, NOT, NAND, NOR, XOR, XNOR. A hét kapu mindegyike csak kétféle kimenetet produkálhat.

## Igazságtáblák használata
| Bemenet |    | A        | 0 | 0 | 1 | 1 |
| Bemenet | B  | 0        | 1 | 0 | 1 |   |
| Kimenet | 1  | 0        | 0 | 0 | 0 | 0 |
| Kimenet | 2  | A AND B  | 0 | 0 | 0 | 1 |
| Kimenet | 3  | A ↛ B    | 0 | 0 | 1 | 0 |
| Kimenet | 4  | A        | 0 | 0 | 1 | 1 |
| Kimenet | 5  | A ↚ B    | 0 | 1 | 0 | 0 |
| Kimenet | 6  | B        | 0 | 1 | 0 | 1 |
| Kimenet | 7  | A XOR B  | 0 | 1 | 1 | 0 |
| Kimenet | 8  | A OR B   | 0 | 1 | 1 | 1 |
| Kimenet | 9  | A NOR B  | 1 | 0 | 0 | 0 |
| Kimenet | 10 | A XNOR B | 1 | 0 | 0 | 1 |
| Kimenet | 11 | NOT B    | 1 | 0 | 1 | 0 |
| Kimenet | 12 | A ← B    | 1 | 0 | 1 | 1 |
| Kimenet | 13 | NOT A    | 1 | 1 | 0 | 0 |
| Kimenet | 14 | A → B    | 1 | 1 | 0 | 1 |
| Kimenet | 15 | A NAND B | 1 | 1 | 1 | 0 |
| Kimenet | 16 | 1        | 1 | 1 | 1 | 1 |

A logikai kapuk igazságtáblája megadja, hogy a különböző bemenetek kombinációjától függően, melyik logikai érték fog megjelenni a kapu kimenetén. Általában pusztán csak igazságtáblák felhasználásával nem valósítható meg hatékony áramköri rendszer; szükséges valamilyen optimalizációs eljárás használata, ami minimalizálja a felhasznált kapuk számát. Ilyen például a Karnaugh-tábla, a Quine–McCluskey-algoritmus, vagy a heurisztikus algoritmus.
A logikai implikáció művelete ritkán használatos, így ennek megvalósítására nincs külön logikai kapu.

## Hardveres megvalósítás
|  | A kapuk közül a NAND és a NOR teljes rendszert alkot, hiszen segítségükkel a többi öt kapu bármelyikét lehetőségünk van felépíteni, ezért ezeket a kapukat gyakran univerzális kapuknak nevezzük. A kapuk hardveres megvalósítása tranzisztorok, vagy relék segítségével történik, de felhasználható bármilyen egyéb olyan technológia is, amely lehetőséget ad egy inverter, illetve egy logikai ÉS és VAGY művelet lekezelésére. A logikai kapuk alapvető részét képezik a legtöbb mai elektromos áramkörnek, és mindegyikük elérhető integrált áramkörként, bár a programozható mikrovezérlők lassan kezdik kiszorítani az épített logikai hálózatokat. Kapuáramkörök (és általában a digitális kapcsolástechnika) területén több technológiai szabvány is elterjedt. Például a 4000-es sorozatú logikai CMOS mikrocsipek, vagy a TTL-sorozat. Ez utóbbi egyes változatai az alábbi kapukat valósítják meg: - 7400: NAND - 7402: NOR - 7404: NOT - 7408: AND - 7432: OR - 7486: XOR |

## Jelölési szabványok
Jelenleg kétféle áramköri jelölési szabvány van használatban a logikai kapuk esetében. Mindkettő az ANSI/IEEE Std 91-1984 szabvány, valamint ennek ANSI/IEEE Std 91a-1991 jelű kiegészítésében került definiálásra. Az egyedi „distinctive” forma a hagyományos sémán alapul. Ezt a jelölést szokás használni egyszerűsége miatt, főleg kézzel történő rajzolásnál. Ezt a jelölési formát gyakran emlegetik az úgynevezett „military”-jelölésként, mely utal katonai eredetére.
A szögletes jelölési mód (rectangular shape) az IEC 60617-12 szabványon alapul. Előnye, hogy minden típusú kaput egységes, szögletes formában ábrázol, így a kapuk sokkal szélesebb skálája jelölhető meg vele, nagyjából egységes formában. Ezt az IEC-szabványt átvette a CEN (European Committee for Standardisation), méghozzá az EN 60617-12:1999 jelű szabványban Európában, kivéve az Egyesült Királyságot, ahol a BS EN 60617-12:1999 kóddal jelölik.
Az IEEE Std 91-1984 gondoskodik az igen komplex digitális áramkörök sematikus ábrázolásának egyértelműségéről. Ezek az áramkörök sokkal bonyolultabb felépítésűek, mint a szimpla AND, vagy OR kapuk. Például a 4 bites számlálóhoz hasonló közepes méretű áramköröktől, egészen a mikroprocesszor bonyolultságú áramkörökig. A szabvány 1984-es verziója még nem tartalmazta a hagyományos jelölés (distinctive shape) szimbólumait; ezek csak 1991-ben kerültek bevezetésre azzal a megjegyzéssel, hogy a nem ajánlott, azt azonban nem indokolta, hogy miért áll ellentmondásban a már bevezetett szabványokkal.
Az 1980-as években ez a jelölési séma vált dominánssá az áramköri lapok tervezésénél. Mára a tervezés főleg az olyan hardverleíró-nyelvekre épül, mint a Verilog, vagy a VHDL. A komplex logikai szimbólumok fontossága az ilyen nyelvek bevezetésével lecsökkent.

## A logikai kapuk típusai
| bemenet | bemenet | kimenet |
| A       | B       | A AND B |
| 0       | 0       | 0       |
| 0       | 1       | 0       |
| 1       | 0       | 0       |
| 1       | 1       | 1       |

| bemenet | bemenet | kimenet |
| A       | B       | A OR B  |
| 0       | 0       | 0       |
| 0       | 1       | 1       |
| 1       | 0       | 1       |
| 1       | 1       | 1       |

| bemenet | kimenet |
| A       | NOT A   |
| 0       | 1       |
| 1       | 0       |

| bemenet | bemenet | kimenet  |
| A       | B       | A NAND B |
| 0       | 0       | 1        |
| 0       | 1       | 1        |
| 1       | 0       | 1        |
| 1       | 1       | 0        |

| bemenet | bemenet | kimenet |
| A       | B       | A NOR B |
| 0       | 0       | 1       |
| 0       | 1       | 0       |
| 1       | 0       | 0       |
| 1       | 1       | 0       |

| bemenet | bemenet | kimenet |
| A       | B       | A XOR B |
| 0       | 0       | 0       |
| 0       | 1       | 1       |
| 1       | 0       | 1       |
| 1       | 1       | 0       |

| bemenet | bemenet | kimenet  |
| A       | B       | A XNOR B |
| 0       | 0       | 1        |
| 0       | 1       | 0        |
| 1       | 0       | 0        |
| 1       | 1       | 1        |

A negált kapuk (NAND; NOR; XNOR) jelölése lényegében annyi, hogy az inverter háromszögének csúcsában található kis kör szimbólumot a negálandó kapura is alkalmazzuk. Ez a jelölés sokkal egyszerűbben olvashatóvá teszi az áramkört.
A De Morgan-szabályok értelmében egy AND kapu átalakítható OR kapuvá a bemenetek és kimenetek invertálásával. Ez a megvalósítás egy új jelrendszer bevezetését követeli meg, ami lehetőséget ad az invertált módszer megkülönböztetésére a hagyományostól. 

## Értéktárolás
A logikai hálózatok nem alkalmasak logikai értékek tárolására. Azonban logikai kapuk visszacsatolásával a kapuk késleltetését kihasználva szekvenciális hálózatot hozhatunk létre. Mivel ezek tervezése körülményes, egy bit tárolására alkalmas építőelemek (flipflopok), valamint több flipflopból álló regiszterek érhetőek el.